# Gieorgij Kowalenko
Gieorgij Jefriemowicz Kowalenko (ros. Георгий Ефремович Коваленко, ur. 1909 w chutorze Biełaja Bieriowka w guberni orłowskiej, zm. 1992 w Groznym) – radziecki działacz partyjny i państwowy.

## Życiorys
Początkowo był instruktorem-brygadzistą KC Związku Zawodowego Robotników Przemysłu Leśnego i Obróbki Drewna ZSRR, w latach 1931-1934 służył w Armii Czerwonej, od 1932 należał do WKP(b). W latach 1934–1940 był kolejno szefem wydziału specjalnego trustu "Briańskles", szefem zmechanizowanego punktu leśnego w obwodzie zachodnim i dyrektorem lespromchozu w obwodzie orłowskim. Od 1940 był kolejno I sekretarzem Żukowskiego Komitetu Rejonowego WKP(b) w obwodzie orłowskim, I sekretarzem Komitetu Miejskiego WKP(b) w Orle, I sekretarzem Komitetu Miejskiego WKP(b) w Jelcu i zastępcą przewodniczącego Komitetu Wykonawczego Jeleckiej Rady Rejonowej. Do 1944 był zastępcą przewodniczącego Komitetu Wykonawczego Orłowskiej Rady Obwodowej, od lipca 1944 do października 1946 przewodniczącym Komitetu Wykonawczego Briańskiej Rady Obwodowej, od 1949 do stycznia 1957 przewodniczącym Komitetu Wykonawczego Groznieńskiej Rady Obwodowej, w latach 1957-1960 przewodniczącym Komitetu Wykonawczego Włodzimierskiej Rady Obwodowej. Później pracował w Czeczeńsko-Inguskim Sownarchozie jako szef Zarządu Przemysłu Spożywczego, był zastępcą szefa zjednoczenia "Grozwino" i zarządcą Czeczeńsko-Inguskiego Trustu Przemysłu Koncernowego, w 1968 przeszedł na emeryturę. Został odznaczony Orderem Czerwonego Sztandaru Pracy i dwoma Orderami Wojny Ojczyźnianej I klasy.